# Actiastes foveicollis
Actiastes foveicollis är en skalbaggsart som först beskrevs av Leconte 1878.  Actiastes foveicollis ingår i släktet Actiastes och familjen kortvingar. Inga underarter finns listade i Catalogue of Life.